# یوهان برگر (بازیکن فوتبال)
یوهان برگر (انگلیسی: Johann Berger؛ زادهٔ ۲۳ ژوئیهٔ ۱۹۹۹) بازیکن فوتبال اهل آلمان است.
از باشگاه‌هایی که در آن بازی کرده‌است می‌توان به باشگاه فوتبال هانزا روستوک اشاره کرد.